# Spooky (Lush)
Spooky è il primo album discografico del gruppo musicale shoegaze inglese Lush, pubblicato nel gennaio 1992 dalla 4AD.

## Tracce
1. Stray – 2:07 (Berenyi)
2. Nothing Natural – 5:54 (Anderson)
3. Tiny Smiles – 4:26 (Anderson, Berenyi)
4. Covert – 3:34 (Berenyi)
5. Ocean – 4:49 (Berenyi)
6. For Love – 3:29 (Berenyi)
7. Superblast! – 4:07 (Anderson)
8. Untogether – 3:33 (Berenyi)
9. Fantasy – 4:27 (Anderson)
10. Take – 3:28 (Berenyi)
11. Laura – 3:22 (Anderson)
12. Monochrome – 5:05 (Anderson)

## Singoli
- Nothing Natural (29 ottobre 1991, CD - solo Stati Uniti)
- For Love (30 dicembre 1991, CD, 10" e 12")
- Superblast! (gennaio 1992, promozionale)

## Formazione
- Miki Berenyi - voce, chitarre
- Emma Anderson - chitarre, voce
- Steve Rippon - basso
- Chris Acland - batteria

## Classifiche
- Official Albums Chart - #7